# Loner
Loner (с англ. — «Одиночка») — песня группы Black Sabbath с альбома 13, также была выпущена как сингл на официальном канале группы на YouTube 17 октября 2013 года. В чарты не попала.
В дальнейшем концертное исполнение песни с сессионным барабанщиком Томми Клафетосом было выпущено как сингл к концертному альбому Live... Gathered in Their Masses.

## Участники записи
Студийная версия
- Оззи Осборн — вокал
- Тони Айомми — ведущая гитара
- Гизер Батлер — бас-гитара
- Брэд Уилк — ударные

Концертная версия
- Оззи Осборн — вокал
- Тони Айомми — ведущая гитара
- Гизер Батлер — бас-гитара
- Томми Клафетос — ударные